# Куинн, Колин
Колин Куинн (англ. Colin Quinn; род. 6 июня 1959) — американский комик, актёр и сценарист, наиболее известен работой в Saturday Night Live в 1980-е годы и собственном шоу Tough Crowd with Colin Quinn.
Куинн также стал популярен благодаря своими комедийным моноспектаклями на сценах Нью-Йорка и ролями в фильмах «Трое мужчин и младенец», «Ночь в Роксбери», «Одноклассники», «Папа-досвидос», «Девушка без комплексов».
В июне 2019 года Куинн женился на продюсере Late Night With Seth Meyers Джен Сочко.